# Prezydent Miasta Katowice
Prezydent Miasta Katowice – organ wykonawczy miasta Katowice, będący zwierzchnikiem służbowym pracowników Urzędu Miasta Katowice, kierowników miejskich jednostek organizacyjnych, a także służb, inspekcji i straży. Został powołany 28 grudnia 1866 roku.

## Działalność i kompetencje
Prezydent Miasta Katowice to jeden z dwóch organów miasta Katowice. Jest organem wykonawczym, wykonujący także zadania powierzone staroście na mocy obowiązujących ustaw. Wykonuje uchwały Rady Miasta Katowice oraz wydaje rozstrzygnięcia, szczególności w formie zarządzeń, decyzji administracyjnych bądź postanowień, a za okres między sesjami składa sprawozdanie ze swojej działalności.
Prezydent Miasta Katowice wykonuje swoje zadania przy pomocy Urzędu Miasta Katowice oraz jednostek organizacyjnych miasta. Jest kierownikiem Urzędu Miasta Katowice, zwierzchnikiem służbowym jego pracowników i kierowników miejskich jednostek organizacyjnych oraz zwierzchnikiem miejskich służb, inspekcji i straży. Może powołać bądź odwołać swoich zastępców – wiceprezydentów, których liczba nie może być większa niż cztery. Może ich upoważnić do wydawania w jego imieniu decyzji, jak również pracownikom miejskich służb, inspekcji i straży.
Prezydentowi Miasta Katowice bezpośrednio podlegają następujące komórki organizacyjne Urzędu Miasta Katowice i jednostki organizacyjne: Dyrektor Biura, Wydział Audytu i Kontroli, Wydział Prawny, Biuro Zgodności i Bezpieczeństwa (Inspektor Ochrony Danych), Pełnomocnik Prezydenta ds. Strategii Rozwoju oraz Pełnomocnik Prezydenta ds. Ochrony Informacji Niejawnych.

## Lista zarządców i prezydentów miasta Katowice

### Cesarstwo Niemieckie/Republika Weimarska
Katowice otrzymały prawa miejskie 11 września 1865 roku, a 28 grudnia tego samego roku powołano Magistrat, a wraz z nim ustanowiono stanowisko burmistrza. Zarząd miasta składał się z burmistrza, jego zastępcy i sześciu rajców (pierwotnie było ich cztery). Pierwszym burmistrzem Katowic był przybyły z Krapkowic Louis Diebel, którego na dwunastoletnią kadencję wybrała Rada Miejska na posiedzeniu 21 września 1866 roku spośród czterech kandydatów. Louis Diebel wraz z miejskim skarbnikiem Bönischem zdefraudował 15 tys. talarów pobranych z kasy miejskiej i uciekł do Baltimore w Stanach Zjednoczonych, a ostatni raz na zebraniu rady pojawił się 8 września 1870 roku. Kolejnym burmistrzem Katowic został Oswald Kerner ze Środy Śląskiej, a następnie August Schneider, który przyczynił się w dużym stopniu do znaczącego rozwoju młodego miasta. Inauguracja Rady Miejskiej w Katowicach 11 grudnia 1919 roku zbiegła się z czasem z ustąpieniem po 17 latach kolejnego włodarza miasta, nadburmistrza Alexandra Pohlmanna, który został prezesem rejencji w Magdeburgu i posłem do Zgromadzenia Narodowego. Tytuł nadburmistrza Katowic miał do 1914 roku.
Pierwsza siedziba Magistratu znajdowała się w mieszkaniu burmistrza lub w wynajętym na ten cel przez miasto pomieszczeniach w hotelach Welta oraz „De Prusse”. Na początku lat 70. XIX wieku ratusz mieścił się w budynku przy późniejszej ulicy 3 Maja, a następnie zakupiono do Tiele-Wincklerów grunt przy późniejszej ulicy Warszawskiej pod budowę siedziby Rady Miejskiej i Magistratu. Stały tam dwa budynki folwarczne, z czego jeden z nich przebudowano według projektu Carla Heintzego na ratusz. W latach 90. XIX wieku miasto zakupiło gmach hotelu „De Prusse” przy późniejszym Rynku, do którego w 1899 roku została przeniesiona siedziba ratusza. Poprzedni budynek został zburzony na początku XX wieku, a w jego miejscu stanął gmach późniejszego Teatru Śląskiego im. S. Wyspiańskiego.
| Lp. | Imię i nazwisko                                                    | Zdjęcie | Rozpoczęcie sprawowania urzędu | Zakończenie sprawowania urzędu | Długość urzędowania | Źr.   |
| --- | ------------------------------------------------------------------ | ------- | ------------------------------ | ------------------------------ | ------------------- | ----- |
| 1   | Louis Diebel (ur. ok. 1828)                                        |         | 28 grudnia 1866                | październik 1870               | ok. 1370 dni        | [ 6 ] |
| –   | Scheidler (p.o. burmistrza)                                        | brak    | październik 1870               | 17 października 1870           | ok. 17 dni          | [ 6 ] |
| –   | Oswald Hertel (p.o. burmistrza)                                    | brak    | 20 października 1870           | 9 lutego 1871                  | 112 dni             | [ 6 ] |
| –   | Sklarzik (p.o. burmistrza)                                         | brak    | 9 lutego 1871                  | 3 kwietnia 1871                | 53 dni              | [ 6 ] |
| 2   | Oswald Kerner (4 kwietnia 1833, zm. 11 grudnia 1873)               | brak    | 3 kwietnia 1871                | 11 grudnia 1873                | 983 dni             | [ 6 ] |
| –   | Körfer (p.o. burmistrza ?)                                         | brak    | 12 grudnia 1873                | kwiecień 1874                  | ok. 110 dni         | [ 6 ] |
| –   | Baier (p.o. burmistrza ?)                                          | brak    | kwiecień 1874 (?)              | 1 lipca 1874                   | ok. 90 dni          | [ 6 ] |
| 3   | Otto Rüppel (ur. 1826, zm. 7 listopada 1889)                       | brak    | 1 lipca 1874                   | 7 listopada 1889               | 5608 dni            | [ 6 ] |
| –   | von Schipp (komisarycznie)                                         | brak    | 1889 (?)                       | 1890 (?)                       | ok. 1 roku          | [ 6 ] |
| –   | Kosch (p.o. burmistrza)                                            | brak    | 1890 (?)                       | 1891 (?)                       | ok. 1 roku          | [ 6 ] |
| 4   | August Schneider (ur. 20 października 1851, zm. 25 czerwca 1929)   |         | 1 kwietnia 1890                | 1 sierpnia 1902                | 4504 dni            | [ 6 ] |
| 5   | Alexander Pohlmann (ur. 10 września 1865, zm. 5 października 1952) |         | 1903 (?)                       | 1919                           | ok. 5800 dni        | [ 6 ] |

### II Rzeczpospolita
Po 1922 roku podstawą funkcjonowania samorządu w Katowicach nadal była pruska ustawa z 1853 roku z niewielkimi modyfikacjami. Magistrat był wówczas jednym z dwóch organów samorządu miejskiego i składał się z burmistrza (prezydenta), jego zastępców, ławników oraz utrzymywanych przez miasto radców. Prezydenta wybierała Rada Miejska, a zatwierdzał minister spraw wewnętrznych. Magistratowi podlegały deputacje miejskie oraz naczelnicy okręgów miejscowych.
W momencie przejęcia w Katowic przez Polskę w czerwcu 1922 roku działała w mieście rada wyłoniona w wyborach komunalnych z 1919 roku. Zaraz po podjęciu decyzji o podziale obszaru plebiscytowego w październiku 1921 roku podjęto działania mające na celu obsadzenie stanowiska burmistrza przez Polaka. Naczelna Rada Ludowa zaproponowała powiązanego z Narodową Partią Robotniczą Alfonsa Górnika. Radni 6 lutego (bądź 30 stycznia) 1922 roku wybrali go na burmistrza, a jego zastępcą został Edmund Leu. Pełnię władzy burmistrz uzyskał 19 czerwca, kiedy to Katowice opuściły wojska francuskie. Edmund Leu był drugim burmistrzem do 1926 roku, po czym 8 lipca tego samego roku Rada Miejska wybrała na to stanowisko sędziego powiatowego Stanisława Szkudlarza, który urząd ten sprawował do wybuchu II wojny światowej.  
Za cichą aprobatą wojewody Michała Grażyńskiego jesienią 1927 roku zaczęła się nagonka na prezydenta Alfonsa Górnika, czego przyczyną były jego prochadeckie sympatie. Ze stanowiska zrezygnował 27 (bądź 28 lub 30) kwietnia 1928 roku, a jego następcą został związany z sanacją Adam Kocur wybrany przez Radę Miejską 30 maja 1928 roku. Nowy prezydent oficjalnie objął stanowisko 26 lipca 1928 roku. W latach 1929–1931 na potrzeby władz miejskich został wzniesiony nowy gmach przy ulicy Młyńskiej 4. 
| Lp. | Imię i nazwisko                                       | Zdjęcie | Rozpoczęcie sprawowania urzędu | Zakończenie sprawowania urzędu | Długość urzędowania | Źr.           |
| --- | ----------------------------------------------------- | ------- | ------------------------------ | ------------------------------ | ------------------- | ------------- |
| 6   | Alfons Górnik (ur. 26 marca 1886, zm. 8 grudnia 1939) |         | 6 lutego 1922                  | 27 kwietnia 1928               | 2272 dni            | [ 20 ]        |
| 7   | Adam Kocur (ur. 1 maja 1894, zm. 12 stycznia 1965)    |         | 30 maja 1928                   | 3 września 1939                | 4113 dni            | [ 19 ] [ 23 ] |

### III Rzesza
Działania II wojny światowej na terenie Katowic rozpoczęły się już 1 września 1939 roku, a w dniach 2 i 3 września miasto opuściło polska administracja. Po zajęciu Katowic przez Niemców, 4 września przybył Julius Friedrich, urzędnik prezydium rejencji w Düsseldorfie, który został przewidziany na komisarycznego nadburmistrza Katowic. Swe obowiązki podjął w następnym dniu, mając do pomocy radców Kammera i Heynego. 1 stycznia 1940 roku obowiązki nadburmistrza objął Hans Tiessler, który pełnił tę funkcję do końca wojny. Przed II wojną światową pracował w prezydium policji w Haale. Nadburmistrz miał władzę decyzyjną, jak i wykonawczą, a jego poczynania kontrolował pełnomocnik NSDAP. W maju 1941 roku stanowisko zastępcy nadburmistrza objął dr Pietsch.
| Lp. | Imię i nazwisko                                       | Zdjęcie | Rozpoczęcie sprawowania urzędu | Zakończenie sprawowania urzędu | Długość urzędowania | Źr.    |
| --- | ----------------------------------------------------- | ------- | ------------------------------ | ------------------------------ | ------------------- | ------ |
| –   | Julius Friedrich (komisarycznie)                      | brak    | 5 września 1939                | 31 grudnia 1939                | 117 dni             | [ 20 ] |
| 8   | Hans Tiessler (ur. 24 maja 1905, zm. 12 grudnia 1951) |         | 1 stycznia 1940                | styczeń 1945                   | ok. 1830 dni        | [ 20 ] |

### Rzeczpospolita Polska / PRL
Po wyzwoleniu Katowic z niemieckiej okupacji, na przełomie stycznia i lutego 1945 roku zaczął funkcjonował katowicki Zarząd Miejski. Tymczasowym prezydentem został Józef Wesołowski, a wiceprezydentami Karol Tkocz z PPR i bezpartyjny Mieczysław Kłapa. Kolejnym prezydentem miasta został Zenon Tomaszewski vel Sobota, który okazał się fatalnym zarządzą, a po nim kolejno Aleksander Willner i Stefan Krużel.
| Lp. | Imię i nazwisko                                                       | Zdjęcie | Rozpoczęcie sprawowania urzędu | Zakończenie sprawowania urzędu | Długość urzędowania | Źr.    |
| --- | --------------------------------------------------------------------- | ------- | ------------------------------ | ------------------------------ | ------------------- | ------ |
| 9   | Józef Wesołowski (ur. 3 grudnia 1889, zm. 1954)                       | brak    | 5 lutego 1945                  | 13 września 1945               | 220 dni             | [ 20 ] |
| 10  | Zenon Tomaszewski vel Sobota (ur. 20 września 1906, zm. 2 lipca 1952) |         | 11 września 1945               | 31 maja 1946                   | 262 dni             | [ 20 ] |
| –   | Stanisław Garwiński (p.o. prezydenta)                                 |         | 1 czerwca 1946                 | 14 grudnia 1946                | 196 dni             | [ 20 ] |
| 11  | Aleksander Willner (ur. 19 października 1895, zm. 30 maja 1956)       |         | 12 grudnia 1946                | 23 marca 1950                  | 1197 dni            | [ 20 ] |
| 12  | Stefan Krużel                                                         |         | 13 marca 1950                  | czerwiec 1950                  | ok. 80 dni          | [ 20 ] |

20 marca 1950 roku Sejm PRL uchwalił ustawę znoszącą m.in. stanowiska prezydentów miast. Wprowadzała ona jednolity system, oparty na wybranych przez mieszkańców radach miejskich, powiatowych i wojewódzkich podporządkowanych hierarchicznie Radzie Państwa. Najdłużej funkcję przewodniczącego Prezydium Miejskiej Rady Narodowej w Katowicach pełnił Antoni Wojda.
| Lp. | Imię i nazwisko                                          | Zdjęcie | Rozpoczęcie sprawowania urzędu | Zakończenie sprawowania urzędu | Długość urzędowania | Źr.    |
| --- | -------------------------------------------------------- | ------- | ------------------------------ | ------------------------------ | ------------------- | ------ |
| 12  | Stefan Krużel                                            |         | czerwiec 1950                  | luty 1952                      | ok. 610 dni         | [ 20 ] |
| –   | Józef Dziura (p.o. przewodniczącego)                     | brak    | 1 marca 1952                   | 1 kwietnia 1953                | 396 dni             | [ 20 ] |
| 13  | Antoni Wojda (ur. 4 stycznia 1907, zm. 17 września 1981) |         | 1 kwietnia 1953                | 1 października 1971            | 6757 dni            | [ 20 ] |
| 14  | Paweł Podbiał (ur. 9 czerwca 1924, zm. 23 stycznia 1982) | brak    | 14 września 1971               | 16 grudnia 1973                | 824 dni             | [ 20 ] |

Po reformie administracyjnej w 1973 roku władzę wykonawczą oddano urzędom miejskim, na czele której ponownie stanęli prezydenci. W Katowicach pierwszym z nich, 17 grudnia tego samego roku, został Paweł Podbiał, dotychczasowy przewodniczący prezydium Miejskiej Rady Narodowej w Katowicach. Pomimo formalnego przywrócenia samorządu, faktyczne decyzje o zasadniczych problemach miasta nadal zapadły w Komitecie Wojewódzkim lub Miejskim PZPR w Katowicach.
| Lp. | Imię i nazwisko                                           | Zdjęcie | Rozpoczęcie sprawowania urzędu | Zakończenie sprawowania urzędu | Długość urzędowania | Źr.    |
| --- | --------------------------------------------------------- | ------- | ------------------------------ | ------------------------------ | ------------------- | ------ |
| 14  | Paweł Podbiał (ur. 9 czerwca 1924, zm. 23 stycznia 1982)  | brak    | 17 grudnia 1973                | 30 maja 1975                   | 529 dni             | [ 20 ] |
| 15  | Lucjan Gajda (ur. 5 stycznia 1936)                        | brak    | 1 czerwca 1975                 | 14 czerwca 1978                | 1109 dni            | [ 20 ] |
| 16  | Marian Wysocki (ur. 2 maja 1926, zm. 15 stycznia 2006)    |         | 15 czerwca 1978                | 28 lutego 1981                 | 989 dni             | [ 20 ] |
| 17  | Edward Mecha (ur. 31 stycznia 1938, zm. 16 kwietnia 2013) | brak    | 1 marca 1981                   | 31 marca 1984                  | 1126 dni            | [ 20 ] |
| 18  | Jerzy Świrad (ur. 1929, zm. sierpień 2015)                | brak    | 1 kwietnia 1984                | 30 września 1989               | 2008 dni            | [ 20 ] |
| 19  | Krystyna Nesteruk (ur. 9 maja 1938)                       | brak    | 18 października 1989           | 18 czerwca 1990                | 243 dni             | [ 20 ] |

### III Rzeczpospolita
8 marca 1990 roku została przyjęta przez Sejm ustawa o samorządzie terytorialnym, która dała prawo mieszkańców do zarządzania sprawami lokalnymi za pośrednictwem organów gminy – rady miasta i zarządu. W wyborach samorządowych 27 maja 1990 roku większość mandatów w katowickiej Radzie Miejskiej uzyskali kandydaci Komitetu Obywatelskiego „Solidarność”, a na prezydenta miasta 18 czerwca 1990 roku został wybrany przez radnych Jerzy Śmiałek. Kolejne zmiany ustrojowe spowodowały, iż prezydenta miasta zaczęto wybierać w głosowaniu bezpośrednim. Pierwszym wybranym w ten sposób prezydentem Katowic został 27 października 2002 roku został dotychczasowy włodarz Piotr Uszok.
| Lp. | Imię i nazwisko                                                 | Zdjęcie | Rozpoczęcie sprawowania urzędu | Zakończenie sprawowania urzędu | Długość urzędowania | Źr.           |
| --- | --------------------------------------------------------------- | ------- | ------------------------------ | ------------------------------ | ------------------- | ------------- |
| 20  | Jerzy Śmiałek (ur. 27 czerwca 1938, zm. 12 grudnia 2018)        | brak    | 18 czerwca 1990                | 30 czerwca 1994                | 1473 dni            | [ 20 ] [ 36 ] |
| 21  | Henryk Dziewior (ur. 23 października 1948, zm. 7 sierpnia 2022) | brak    | 1 lipca 1994                   | 3 listopada 1998               | 1586 dni            | [ 37 ] [ 20 ] |
| 22  | Piotr Uszok (ur. 9 października 1955)                           |         | 3 listopada 1998               | 8 grudnia 2014                 | 5879 dni            | [ 20 ]        |
| 23  | Marcin Krupa (ur. 5 kwietnia 1976)                              |         | 8 grudnia 2014                 | nadal                          | 3773 dni            | [ 38 ]        |